# Horst Koschka
Horst Koschka (Altenberg, 8 settembre 1943) è un ex biatleta tedesco.

## Palmarès

### Olimpiadi invernali
- Bronzo a Sapporo 1972 nella staffetta 4x7,5 km.

### Mondiali
- Bronzo a Östersund 1970 nella staffetta 4x7,5 km.